# Teulat
Teulat település Franciaországban, Tarn megyében. Lakosainak száma 483 fő (2022. január 1.). Teulat Bourg-Saint-Bernard, Verfeil, Belcastel és Montcabrier községekkel határos.

## Népesség
A település népessége az elmúlt években az alábbi módon változott:
| Lakosok száma | 488  | 483  | 507  | 496  | 489  | 483  | 476  | 477  | 483  |
|               | 2013 | 2015 | 2016 | 2017 | 2018 | 2019 | 2020 | 2021 | 2022 |

## Emlékek

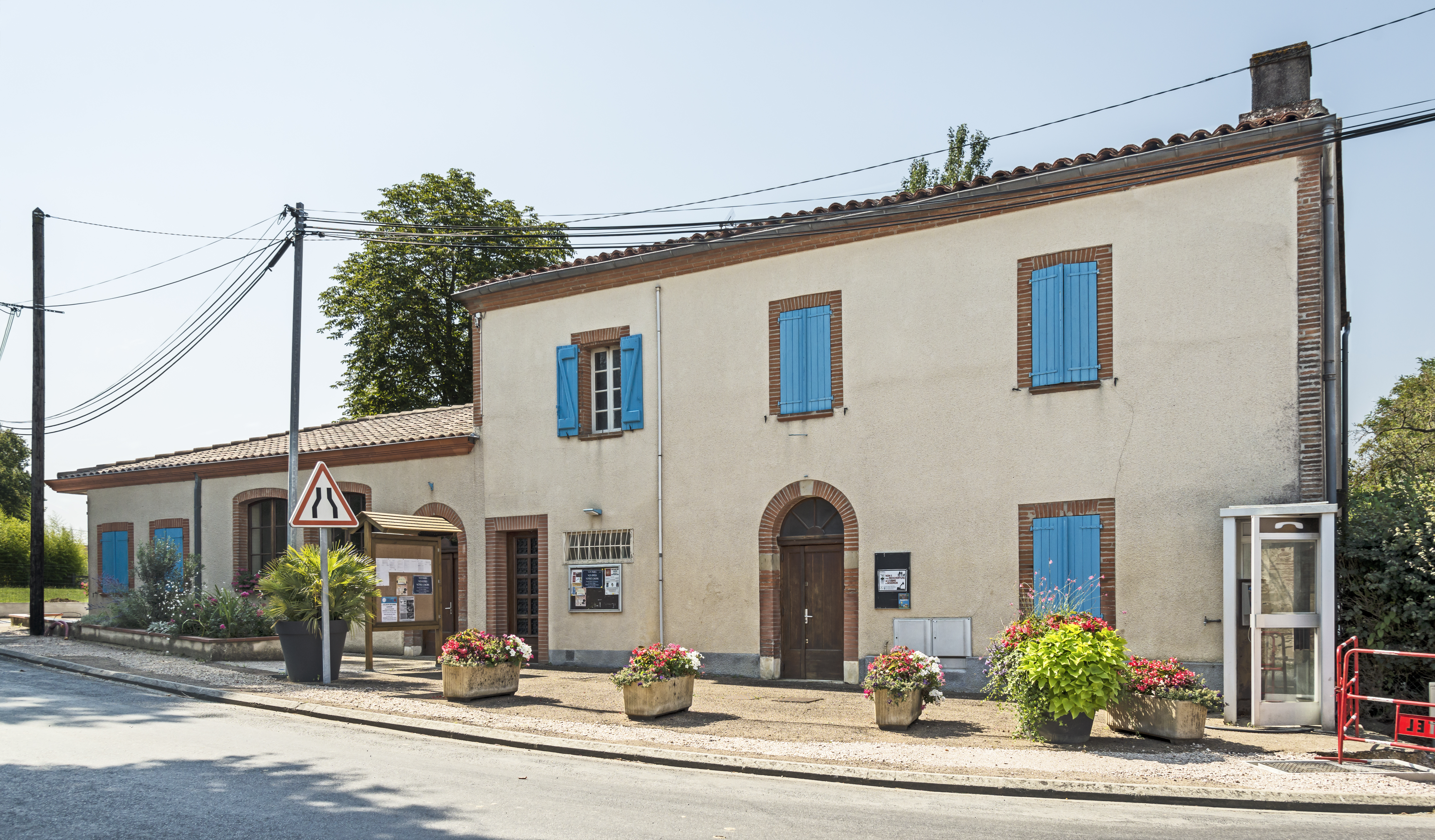
A városháza
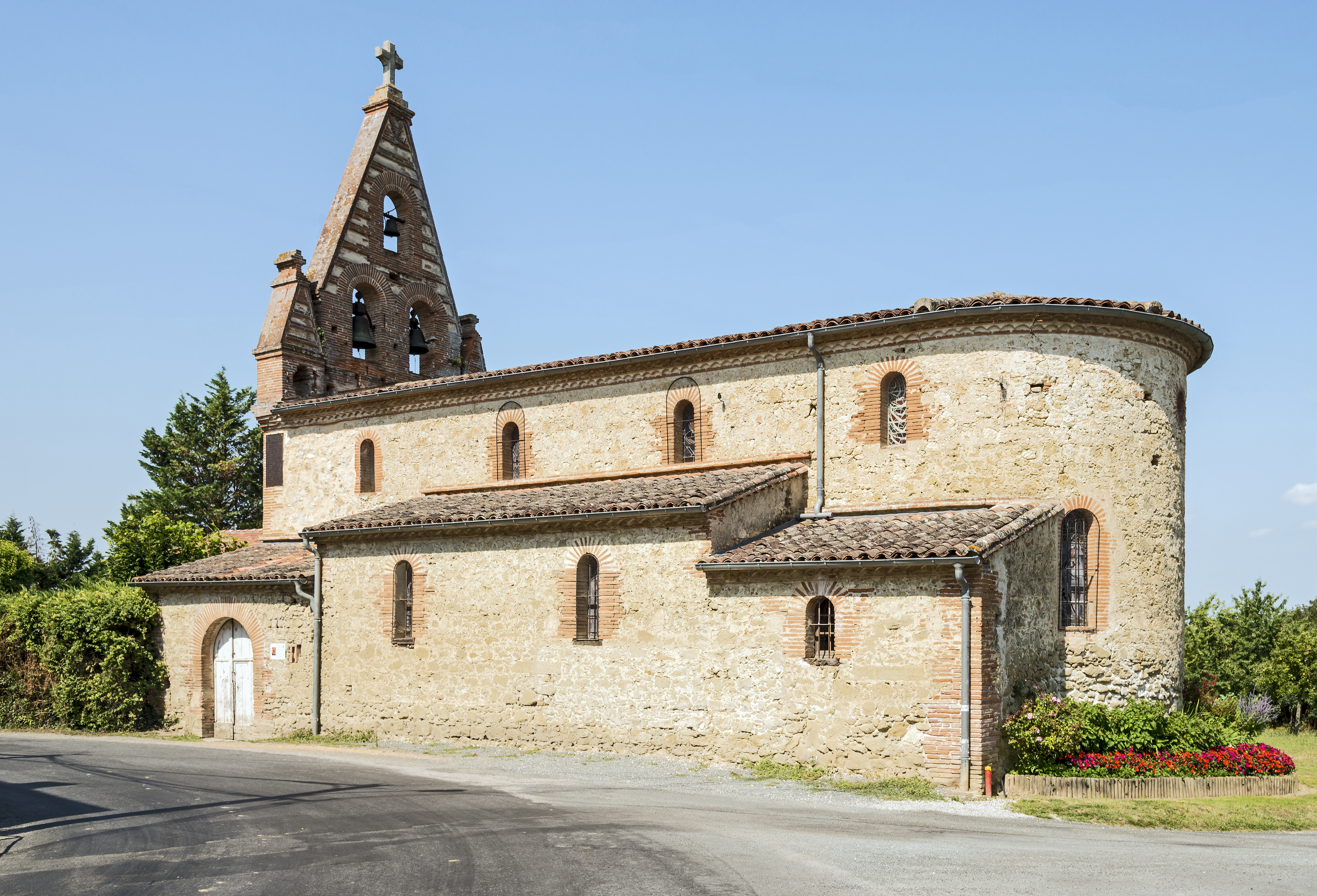
A Szent Márton kápolna
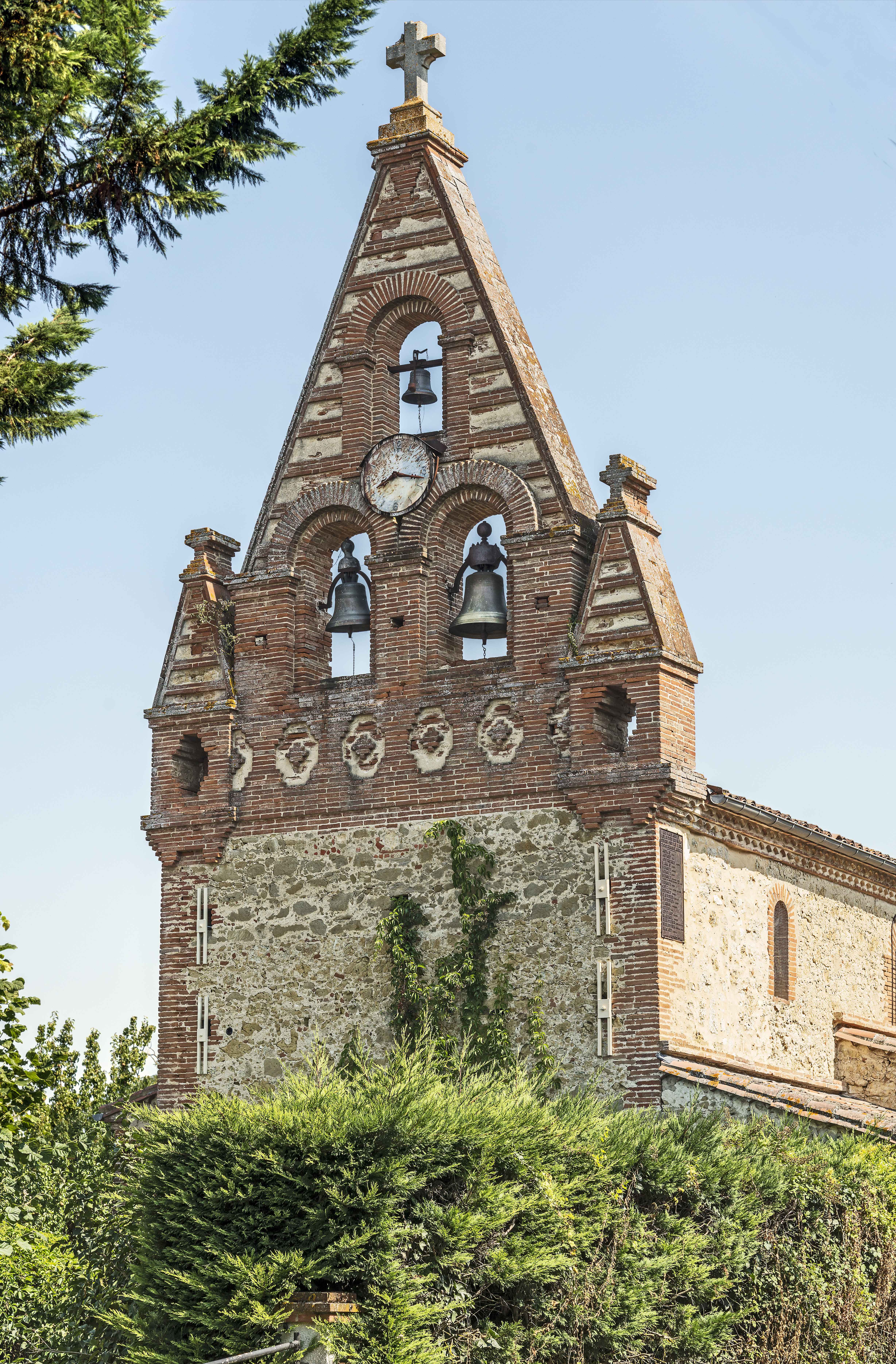
A harangtorony